# Aidy Bryant
Aidy Bryant, född 7 maj 1987 i Phoenix i Arizona, är en amerikansk skådespelare och komiker.
Bryant har framträtt med iO Theater, The Second City och Annoyance Theatre i Chicago. Mellan 2012 och 2022 var hon en del av skådespelarensemblen i TV-programmet Saturday Night Live. Där imiterade hon bland annat Adele och Rebel Wilson. Mellan 2019 och 2021 spelade hon huvudrollen i dramakomedin Shrill, som hon även var medproducent och medförfattare för.